# 相蘇
相蘇（あいそ）は、日本人の姓の1つである。
この姓ができた時期は鎌倉時代である。現在の山形県酒田市八幡地区にある鷹尾山に大勢の山伏が住み、3,000人もの大宿坊をなして村人の信仰を集めていた。
しかし次第に横暴な振る舞いをする者が出現し、参詣人を困らせるようになった。これらを聞いた諸国行脚の北条時頼が、この地を訪ね閉山させたといわれ、この跡を三千坊谷地という地名のみが残されている。
この時に山伏は散りじりに逃げ失せたが、そのうちの一群が山中に現在の青沢という地区に村を作り、「相蘇」という姓を名乗り始めた。「相」はふたたび、「蘇」よみがえるの意味で、またいつの日か山伏となり、修験道を再興しようとの願いを込めたものと、姓名の由来を物語っている。